# Chatham House
Il Royal Institute of International Affairs, comunemente noto come Chatham House, è un centro studi britannico, specializzato in analisi geopolitiche e delle tendenze politico-economiche globali.
Tra i più accreditati think tank a livello mondiale, prende il nome dall'edificio dove ha sede a St. James's a Londra; inoltre ha dato origine alla cosiddetta Chatham House Rule, la regola convenzionale che disciplina la confidenzialità, in relazione alla fonte di informazioni scambiate nel corso di discussioni in riunioni a porte chiuse.

## Storia
L'origine del Royal Institute of International Affairs risale a un incontro organizzato da Robert Curtis il 30 maggio 1919 tra le delegazioni britannica e statunitense dirette alla conferenza di pace di Parigi. Curtis sosteneva che i dibattiti sulle questioni di politica internazionale dovessero seguire un approccio scientifico e, approfittando del clima positivamente orientato al confronto di opinioni alla recente conferenza di pace, propose che il metodo di analisi e dibattito degli esperti dovesse continuare nella forma di un istituto internazionale.
Seguendo il suggerimento di Curtis, le due delegazioni formarono due istituti separati, il primo dei quali, l'americano Council on Foreign Relations, fu istituito nel 1921 a New York.
La delegazione britannica fondò invece il British Institute of International Affairs, come era denominato in principio, con una seduta inaugurale presieduta da Lord Robert Cecil il 5 luglio 1920. Nel corso dell'incontro, l'ex-ministro degli Esteri Edward Grey decretò la creazione dell'istituto:
(C. Carrington, Chatham House: Its History and Inhabitants)
Cecil e Grey divennero i primi presidenti dell'istituto insieme a Arthur James Balfour e John Robert Clynes, mentre Curtis e Geoffrey Malcolm Gathorne-Hardy ricoprirono la carica di segretari onorari.
Nel 1922 il gruppo che si riuniva agli incontri dell'istituto cominciò a crescere tanto da richiedere una nuova sede più spaziosa che venne fornita dal lascito del filantropo canadese Reuben Wells Leonard: Chatham House, un edificio del XVIII secolo disegnato dall'architetto Henry Flitcroft e sito in St. James's Square 10, dove l'istituto ha ancora sede.
Sin dal suo principio l'istituto si distinse per la febbrile attività. Nel gennaio del 1922 venne fondata la rivista International Affairs per diffondere più efficacemente i rapporti e i risultati delle discussioni che avevano animato l'istituto.
Dopo la nomina a direttore degli studi, il professor Arnold J. Toynbee divenne una figura di riferimento all'interno dell'istituto, responsabile dell'edizione dell'annuale Survey of International Affairs fino al suo ritiro nel 1955. Il rapporto conteneva una panoramica dettagliata delle relazioni internazionali e soprattutto un riepilogo dei principali eventi della scena internazionale. La pubblicazione continuò fino al 1963 divenendo nel frattempo una caratteristica dell'istituto.
Nel 1926 l'istituto ricevette la Concessione Reale, che permise di mutare il nome nell'attuale Royal Institute of International Affairs. La concessione confermava lo scopo dell'istituto di "progredire nelle scienze della politica internazionale [...] promuovere lo studio e l'indagine delle questioni internazionali per mezzo di conferenze e discussioni [...] promuovere lo scambio di informazioni, conoscenza e pensieri sugli affari internazionali".

## Attività

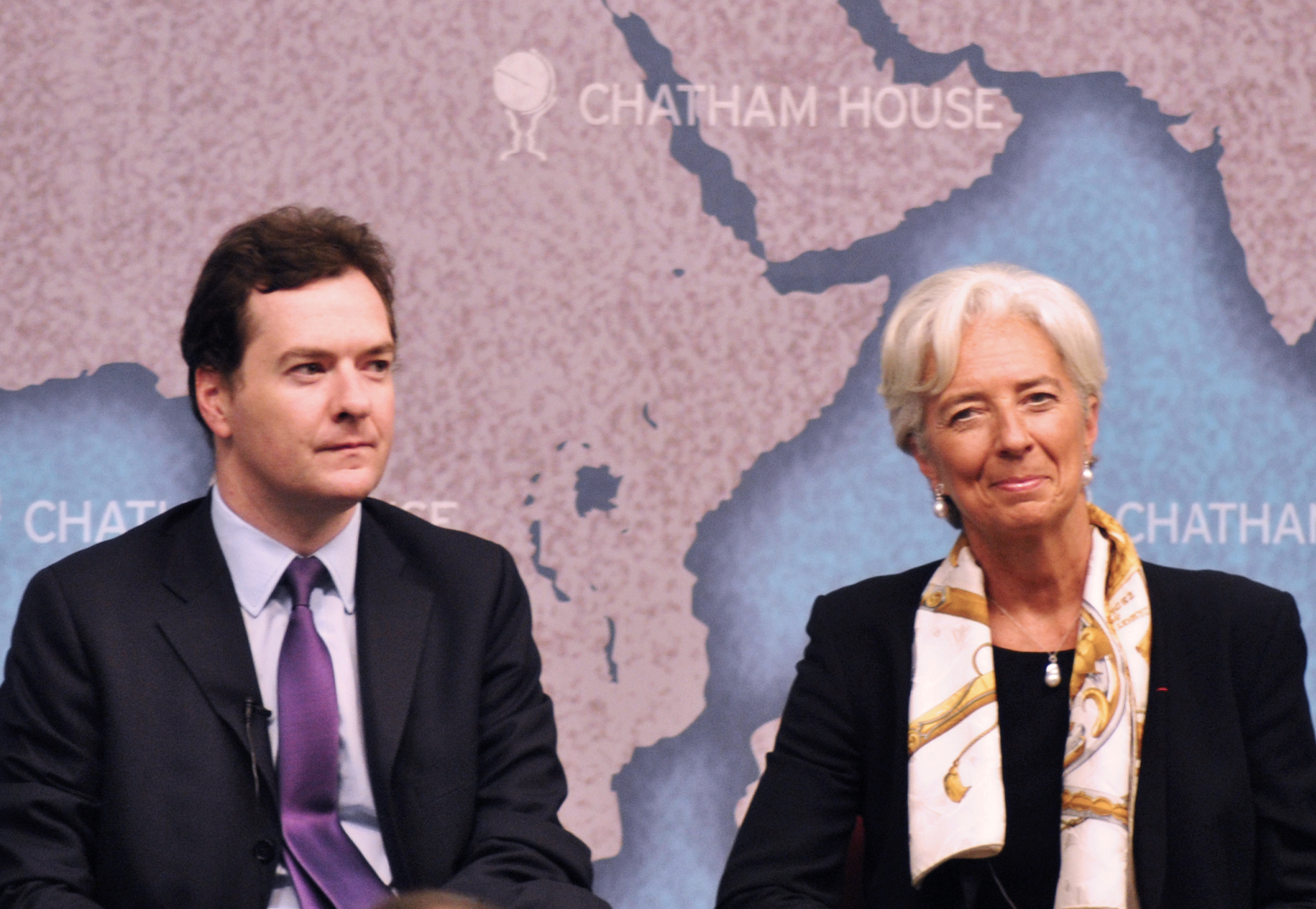
George Osborne e Christine Lagarde durante un intervento a Chatham House, 9 settembre 2011.

L'attività di Chatham House consiste nel promuovere un dibattito tra i suoi membri sugli sviluppi significativi degli affari internazionali e delle reazioni politiche. Le ricerche e le analisi se questioni globali, regionali o specifiche di una specifica nazione sono destinate ad offrire nuove idee e spunti di riflessione a coloro che prendono decisioni con impatti sul medio e lungo termine. Gli studi di Chatham House sono regolarmente utilizzati da organizzazioni di comunicazione come fonte di informazioni su questioni internazionali.
L'adesione a Chatham House è possibile a chiunque previa un'iscrizione che prevede diverse opzioni per aziende, istituzioni accademiche, organizzazioni non-governative, ma anche singoli individui. Nella storia dell'istituto tra i suoi membri si sono distinti personalità internazionali operanti nei settori degli affari, della diplomazia, della scienza, della politica e dei media.

### Ricerche e pubblicazioni

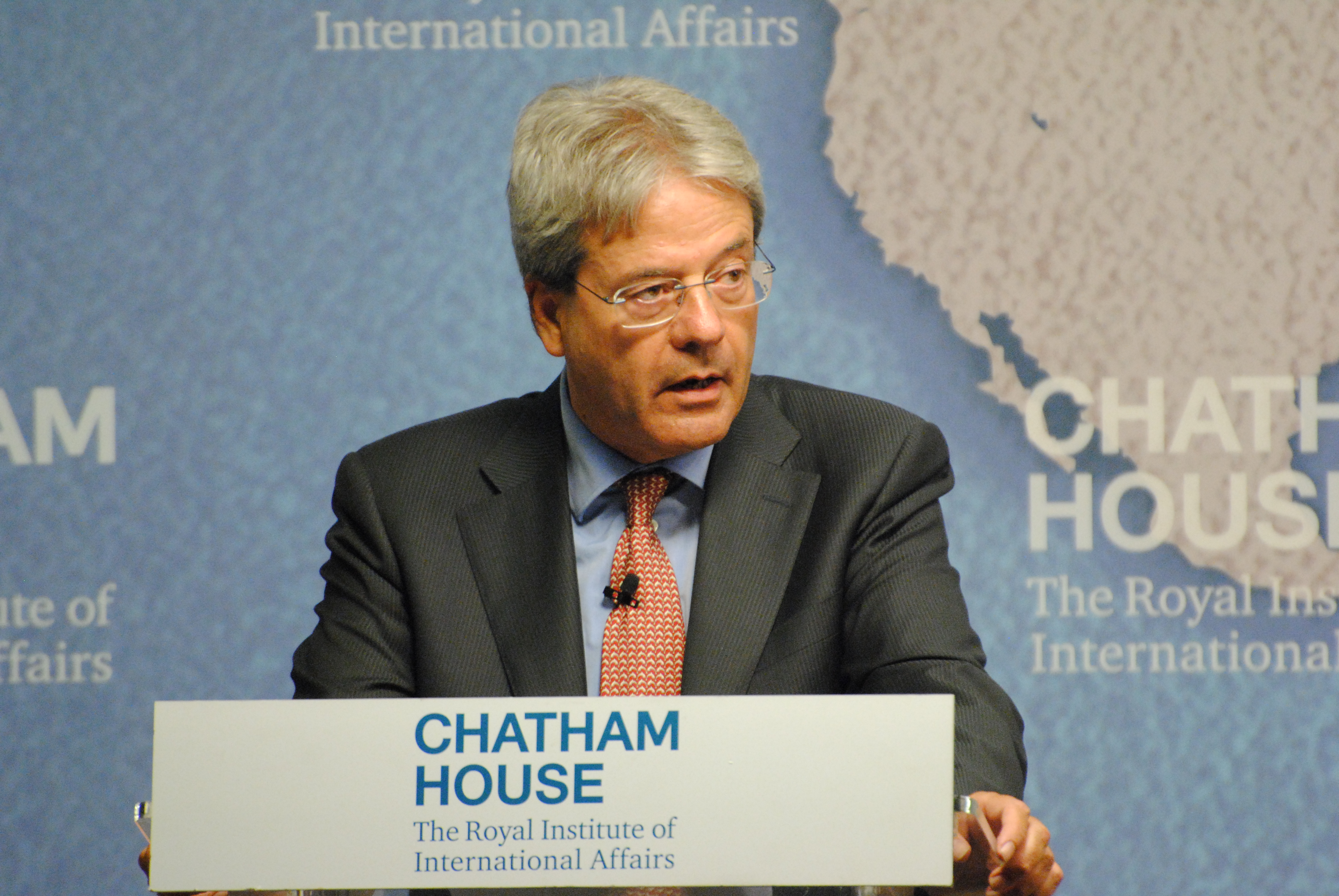
Paolo Gentiloni, all'epoca ministro degli esteri e della cooperazione internazionale, nel settembre 2015.

L'attività di ricerca di Chatham House è divisa in quattro ambiti: energia, ambiente e risorse; economia internazionale; sicurezza internazionale; studi regionali e diritto internazionale. Quest'ultimo settore comprende programmi specifici su Africa, Americhe, Asia, Europa, vicino e Medio Oriente, Nord Africa, Russia ed Eurasia. Chatham House comprende anche un centro sulla sicurezza sanitaria globale, presieduto dal professor David L. Heymann.
Tra le pubblicazioni in ambito di politica internazionale si ricordano NATO: Charting the Way Forward del luglio 2014, in cui si suggeriscono nuove priorità per la NATO in seguito alle crisi in Afghanistan e Ucraina; Western Policy towards Syria: Ten Recommendations del dicembre 2013, su un approccio più sistematico alla crisi in Siria da parte dell'occidente; mentre Right Response: Understanding and Countering Populist Extremism in Europe del settembre 2011, analizza il supporto ai populismi estremisti in Europa e le modalità di contrasto al fenomeno.

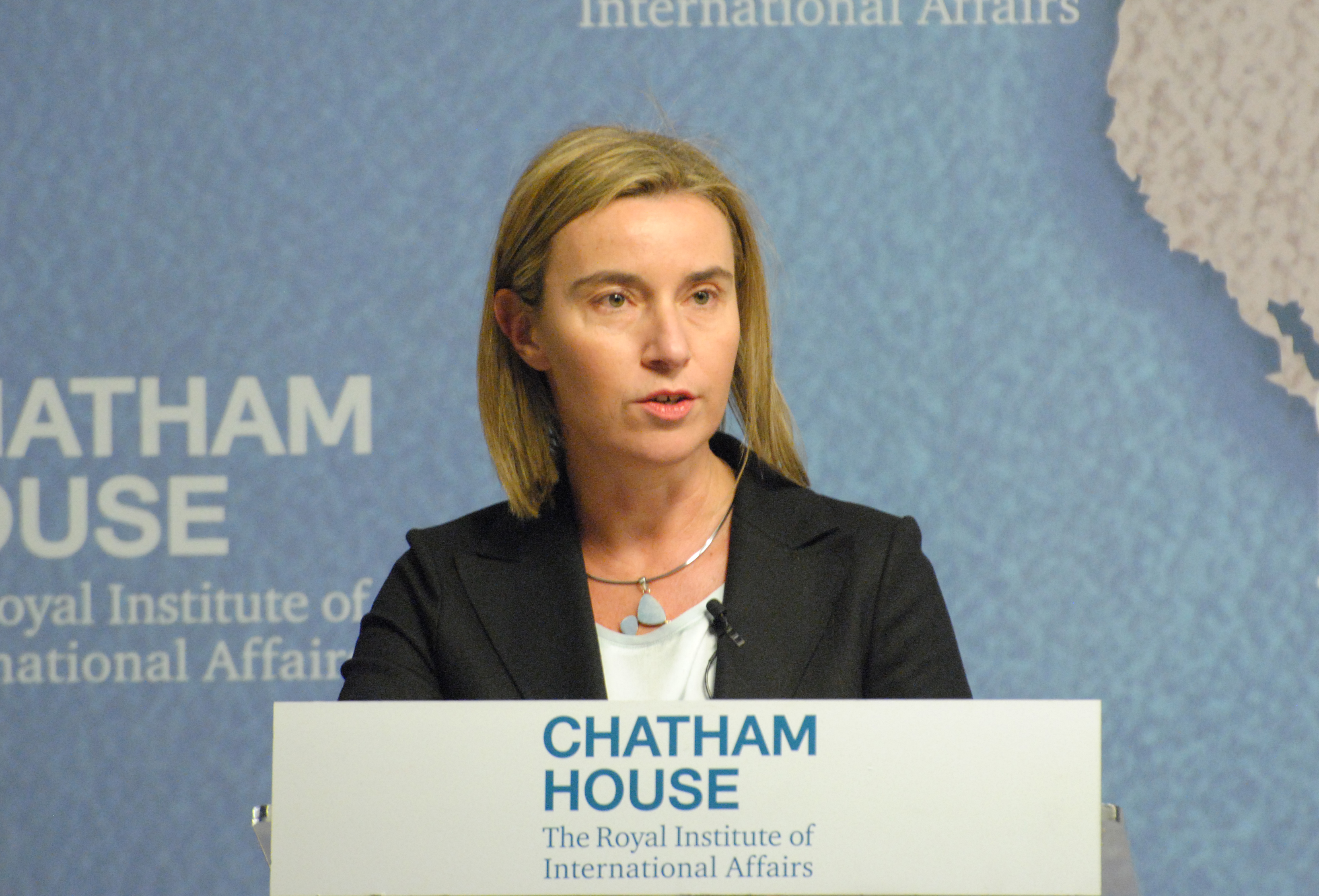
Federica Mogherini, alto rappresentante dell'Unione per gli affari esteri e la politica di sicurezza, in un dibattito sulla politica estera e di sicurezza nelle aree limitrofe all'Unione europea, il 24 febbraio 2015.

Sempre in ambito di politica internazionale, un'analisi sui risultati delle elezioni presidenziali in Iran del 2009 da parte di Ali Ansari, Daniel Berman e Thomas Rintoul ha evidenziato delle irregolarità nelle statistiche ufficiali in contraddizione con la linea ufficiale del governo secondo la quale la vittoria di Mahmoud Ahmadinejad sarebbe dovuta ai voti di elettori di nuova partecipazione; lo studio fu ripreso da parecchi altri mezz idi informazione tra cui il The New York Times, la BBC, il The Guardian, il The Telegraph, il The Wall Street Journal e il Financial Times. Dello stesso ambito è il più recente Transatlantic Relations: Converging or Diverging?, secondo il quale le relazioni diplomatiche, economiche e politiche transatlantiche nel longo periodi rimarranno forti e stabili.
In ambito economico nel marzo 2014 è stato pubblicato How to Fix the Euro: Strengthening Economic Governance in Europe, in collaborazione con il Real Instituto Elcano e l'Agenzia di ricerche e legislazione (AREL), in cui si analizzano i motivi per cui l'Unione economica e monetaria (UEM) fosse stata colpita così profondamente dalla crisi economica e finanziaria e quali cambiamenti dovessero essere introdotti per sostenerne la struttura di governo; del maggio 2012 è Shifting Capital: The Rise of Financial Centres in Greater China, sulla necessità di sviluppare un settore finanziario più forte e diversificato per supportare le dimensioni e l'integrazione internazionale dell'economia cinese.

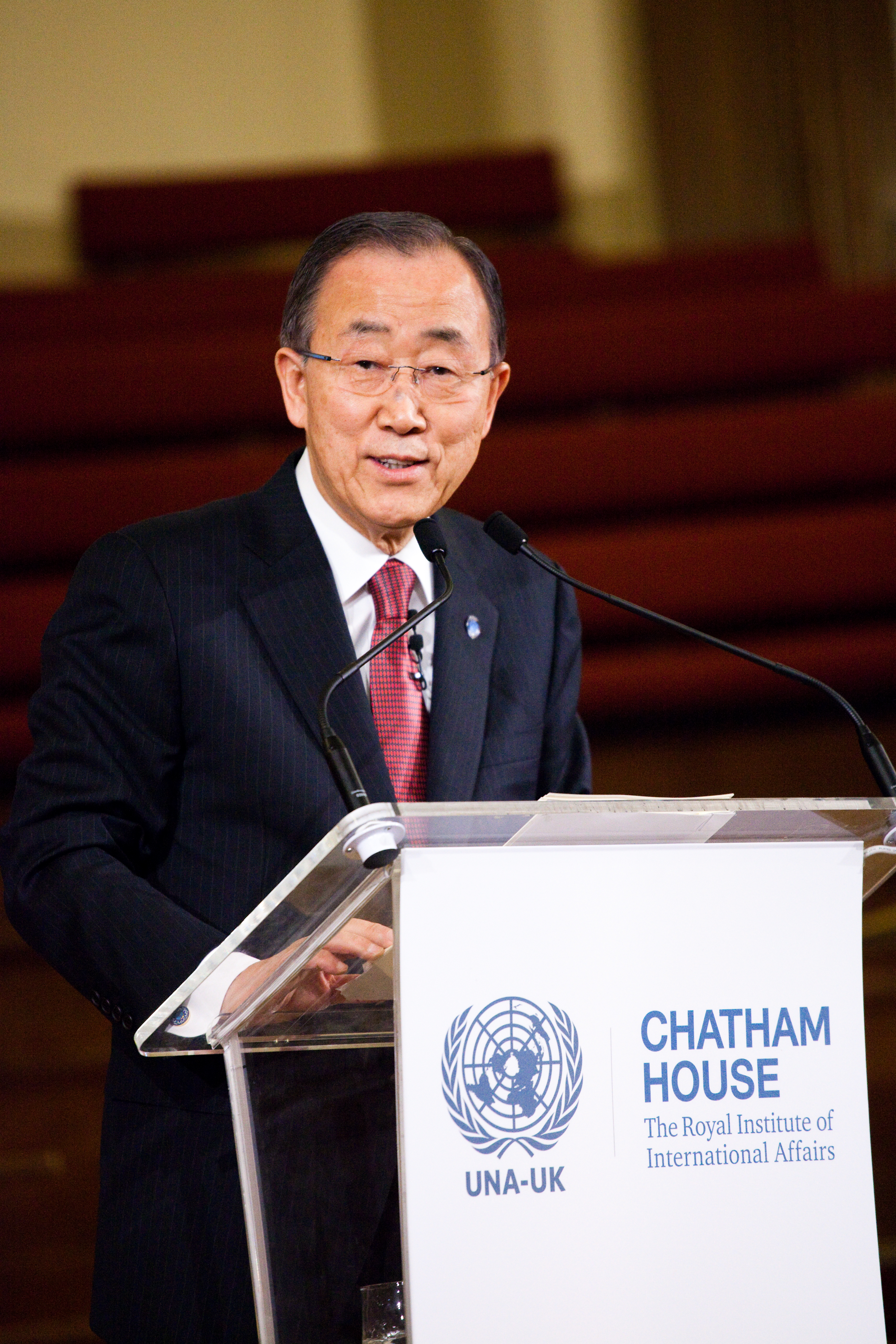
Ban Ki-moon, all'epoca segretario generale delle Nazioni Unite, nel corso di un dibattito nel febbraio 2016.

Diversi rapporti sono stati redatti sul tema delle risorse naturali. Nel novembre 2013 è stato pubblicato Conflict and Coexistence in the Extractive Industries, sulle controversie tra i governi e le aziende in materia di risorse minerarie e come il calo dei prezzi delle commodities, in associazione con le crescenti preoccupazioni sulla sicurezza delle risorse, gli impatti ambientali e i cambiamenti climatici, possano condurre a crescenti tensioni tra le parti; mentre del dicembre 2012 è Resources Futures, un'analisi sulle incertezze dell'accesso alle risorse e sulla conseguente potenziale interruzione di fornitura, volatilità dei prezzi, degradazione ambientale e crescenti tensioni politiche; mentre The ‘Shale Gas Revolution’: Hype and Reality del settembre 2010 analizza il grande sviluppo della produzione di gas non convenzionale negli Stati Uniti, evidenziando lo scetticismo dell'industria estrattiva nei confronti della cosiddetta "rivoluzione" e la scarsa possibilità di replicare il modello produttivo in altre regioni.
Di natura economica e ambientale è invece il saggio Livestock – Climate Change’s Forgotten Sector: Global Public Opinion on Meat and Dairy Consumption del dicembre 2014, in cui si definiscono i legami tra cambiamenti climatici e il consumo di carne e prodotti caseari.

### Conferenze
Oltre agli studi oggetto delle pubblicazioni nelle varie discipline, Chatham House ospita frequenti e regolari conferenze con interventi di personalità di alto livello in ambito politico, economico e sociale dal mondo intero. Recentemente sono intervenuti nei dibattiti tra gli altri Shinzō Abe, Paolo Gentiloni, David Cameron, Aung San Suu Kyi, Christine Lagarde, Federica Mogherini, Madeleine Albright, Ellen Johnson Sirleaf, Abdullah Gül, Anders Fogh Rasmussen, Herman Van Rompuy, Muhammad Yunus, Ban Ki-moon e Muhammadu Buhari.

## Organizzazione
Sin dalla sua fondazione, Chatham House opera sotto il patronato del monarca regnante del Regno Unito.
L'attuale amministratore delegato è Sir Simon Fraser, mentre il direttore è Bronwen Maddox.
Nella struttura di governance sono presenti tre presidenti, uno per ciascun partito politico presso il parlamento britannico, al fine di garantire l'indipendenza e la neutralità sulle questioni di politica internazionale; attualmente ricoprono la carica l'ex-primo ministro John Major, l'ex-direttore generale dell’MI5 Eliza Manningham-Buller e l'ex-Primo ministro della Nuova Zelanda Helen Clark.

## Premio Chatham House

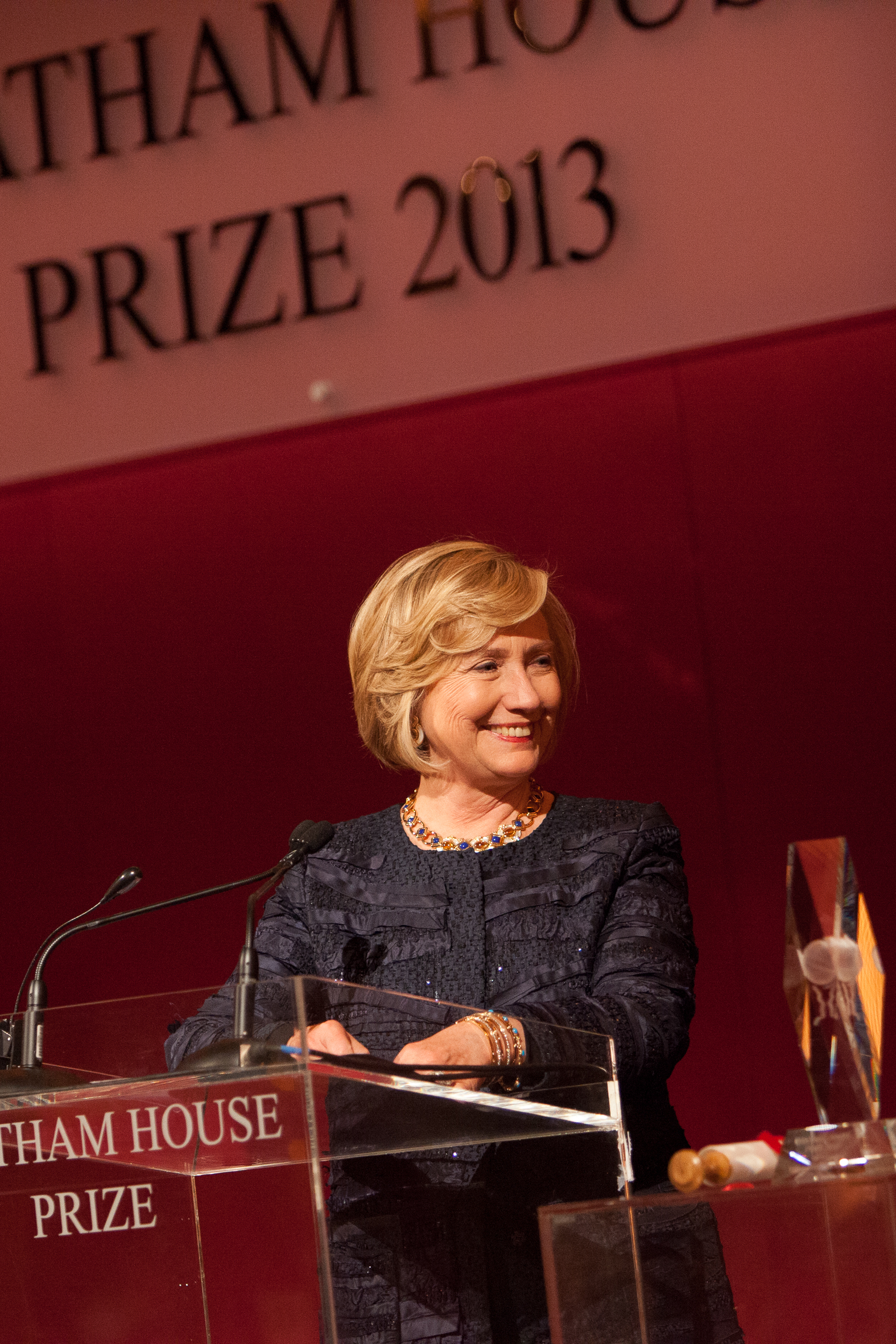
Hillary Clinton, vincitrice del premio Chatham House nel 2013.

Il premio Chatham House è un riconoscimento con cadenza annuale assegnato a "lo statista o organizzazione giudicata dai membri di Chatham House di aver contribuito in maniera più significativa al miglioramento delle relazioni internazionali nell'anno precedente".
| Anno | Nome | Paese       |
| ---- | --- | ----------- |
| 2005 | Presidente Viktor Juščenko                                                                                      | Ucraina     |
| 2006 | Presidente Joaquim Chissano                                                                                     | Mozambico   |
| 2007 | Mozah bint Nasser al-Missned                                                                                    | Qatar       |
| 2008 | Presidente John Kufuor                                                                                          | Ghana       |
| 2009 | Presidente Lula da Silva                                                                                        | Brasile     |
| 2010 | Presidente Abdullah Gül                                                                                         | Turchia     |
| 2011 | Leader dell'opposizione birmana Aung San Suu Kyi                                                                | Birmania    |
| 2012 | Presidente Moncef Marzouki e Rashid Ghannushi                                                                   | Tunisia     |
| 2013 | Segretario di Stato Hillary Clinton                                                                             | Stati Uniti |
| 2014 | Cofondatrice della fondazione Bill & Melinda Gates Melinda Gates                                                | Stati Uniti |
| 2015 | Médecins Sans Frontières                                                                                        | Svizzera    |
| 2016 | Ministro degli affari esteri Mohammad Javad Zarif                                                               | Iran        |
| 2016 | Segretario di Stato John Kerry                                                                                  | Stati Uniti |
| 2017 | Presidente Juan Manuel Santos                                                                                   | Colombia    |
| 2018 | Comitato per la protezione dei giornalisti                                                                      | Stati Uniti |
| 2019 | David Attenborough e Julian Hector                                                                              | Regno Unito |
| 2020 | Corte Costituzionale del Malawi (Healey Potani, Ivy Kamanga, Redson Kapindu, Dingiswayo Madise e Michael Tembo) | Malawi      |